# Biblioteca Pública do Instituto Nacional de Estudos e Pesquisa
A Biblioteca Pública do Instituto Nacional de Estudos e Pesquisa, localizada na capital Bissau, é a biblioteca principal na República de Guiné-Bissau.
Desempenha as funções de biblioteca do Instituto Nacional de Estudos e Pesquisa e da vizinha Universidade Amílcar Cabral, de biblioteca pública de Bissau, e de biblioteca nacional do país, sendo responsável pelo sistema do depósito legal da Guiné-Bissau.
Guarda um acervo de cerca de 70.000 títulos, repartidos nas secções principais de periódicos, monografias e documentos do período colonial.

## História
Depois do fim do domínio português sobre o país em 1974, a biblioteca foi fundada em 1984. Herdou o acervo da biblioteca colonial da Guiné Portuguesa e passou a ser responsável pelo depósito legal no país.
Durante a Guerra Civil na Guiné-Bissau a partir de 1998, o acervo sofreu grandes danos e perdas estimadas em 35 % da colecção. Com ajuda internacional, foi possivel a recuperação das colecções e dos materiais e equipamentos depois de 2000.
Em 2011, a biblioteca pública do INEP recebeu uma pequena biblioteca americana, designadas estas por american corner. Sem embaixada própria na Guiné-Bissau e com a embaixada mais próxima situada em Dacar, no Senegal, esta biblioteca americana é atualmente a única representação oficial dos Estados Unidos no país.